# Luchino Visconti
Luchino Visconti (Conte Don Luchino Visconti di Modrone ) (Milano, 2. studenog 1906. – Rim, 17. ožujka 1976.) bio je talijanski kazališni i filmski redatelj i pisac.
Rođen je u Milanu u jednoj od najbogatijih obitelji sjeverne Italije, Visconti. S 30 godina odlazi u Pariz gdje započinje svoju filmsku karijeru kao asistent Jeana Renoira. Poslije kratkog obilaska SAD-a kada je posjetio i Hollywood, vraća se u Italiju.
Umro je 17. ožujka 1976. u Rimu sa 69 godina.

## Filmografija
- Ossessione (1943.)
- La terra trema (1948.)
- Bellissima (1951.)
- Siamo donne (1953.)
- Senso (1954.)
- Bijele noći (1957.)
- Rocco e i suoi fratelli (1960.)
- Boccaccio '70 (1962.) - epizoda Il lavoro
- Leopard (1963.)
- Vaghe stelle dell'Orsa (1965.)
- Le streghe (1967.) - epizoda La strega bruciata viva
- Lo straniero (1967.)
- La caduta degli Dei (1969.)
- Smrt u Veneciji (1971.)
- Ludwig (1972.)
- Gruppo di famiglia in un interno (1974.)
- L'innocente (1976.)